# Jonathan Scarfe
Jonathan Scarfe est un acteur canadien, né le 16 décembre 1975 à Toronto en Ontario.

## Biographie

### Jeunesse et formations
Jonathan Scarfe est né 16 décembre 1975 à Toronto en Ontario, auprès de ses parents, acteurs, Alan Scarfe et Sara Botsford.

### Vie privée
Jonathan Scarfe est marié à l'actrice Suki Kaiser depuis le 30 août 1998[réf. nécessaire].

## Filmographie

### Films
- 1997 : Impasse (Dead Innocent) de Sara Botsford : Jimmy
- 1998 : Boogie Boy de Craig Hamann : Leland Bowles
- 1998 : L'Heure magique (Twilight) de Robert Benton : le policier
- 1998 : La Conscience tranquille (The Lesser Evil) de David Mackay : Derek Eastman, jeune
- 1998 : Short for Nothing de Siona Ankrah Cameron : Malcolm
- 2002 : Appel au meurtre (Liberty Stands Still) de Kari Skogland : Bill Tollman
- 2002 : La Castagne 2 (Slap Shot 2: Breaking the Ice de Stephen Boyum : Skipper Day (vidéo)
- 2002 : The Bay of Love and Sorrows de Tim Southam : Michael Skid
- 2004 : The Work and the Glory de Russell Holt : Joseph Smith
- 2005 : The Work and the Glory II: American Zion de ? : Joseph Smith
- 2006 : The Work and the Glory III: A House Divided de ? : Joseph Smith
- 2007 : The Poet de Damian Lee : Oscar Koenig (titre DVD : Opération Varsovie : Le Poète)
- 2010 : Radio Free Albemuth de John Alan Simon : Nick Brady
- 2018 : Equalizer 2 (The Equalizer 2) d'Antoine Fuqua : Resnick

### Court métrage
- 1999 : Crosswalk de Lance Larson : Dave Hiatt

### Téléfilms
- 1994 : TekWar: TekLab de Timothy Bond : Tekkid
- 1994 : Les Insurgés de la terre (Sodbusters) d'Eugene Levy : le fils de Destiny
- 1996 : The Morrison Murders: Based on a True Story de Chris Thomson : Luke Morrison
- 1997 : Breaking the Surface: The Greg Louganis Story de Steven Hilliard Stern : Keith
- 1997 : L'Amant diabolique (Our Mother's Murder) de Bill Norton : Jimmy Romeo
- 1998 : White Lies de Kari Skogland : Ian McKee
- 1999 : Une fille dangereuse (The Wrong Girl) de David Jackson : Steve Fisher
- 1999 : The Sheldon Kennedy Story de Norma Bailey : Sheldon Kennedy
- 2000 : Code Name Phoenix de Jeff Freilich : Kenny Baker
- 2000 : Blood Money d'Aaron Lipstadt : Peter Kafelnikoff
- 2002 : 100 Days in the Jungle de Sturla Gunnarsson : Grant (Grunt) Rankin
- 2003 : Mafia Doctor d'Alex Chapple : Danny
- 2003 : Une ville en danger (Burn: The Robert Wraight Story) de Stefan Scaini : Robert Wraight
- 2004 : The Clinic de Neill Fearnley : Andrew MacDonald
- 2004 : Judas de Charles Robert Carner : Jesus Christ
- 2006 : Proof of Lies de Peter Svatek : Sam Buckner
- 2007 : Comme une ombre dans la nuit (Carolina Moon) de Stephen Tolkin : Dwight Collier
- 2008 : Vipers de Bill Corcoran : Cal Taylor
- 2009 : Indices cachés (Hidden Crimes) de Philippe Gagnon : Kurt Warnecke
- 2010 : La Colère de Sarah (One Angry Juror) de Paul A. Kaufman : Curtis
- 2010 : Matadors de Yves Simoneau : Mitch Galloway
- 2011 : Hallelujah de Michael Apted : Caleb
- 2012 : L'Intouchable Drew Peterson (Drew Peterson: Untouchable) de Mikael Salomon : Jeff Aberdeen
- 2015 : Radio Romance de Kristoffer Tabori : Nick Linden
- 2015 : L'ange de Noël (Angel of Christmas) de Ron Oliver : Brady Howe
- 2016 : Comment rencontrer l'âme sœur en 10 leçons (Dater's Handbook) de James Head : George
- 2017 : Noël avec ma fille (Christmas Solo) de Christie Will Wolf : Nate

### Séries télévisées
- 1994 : Family Passions : Rolf
- 1994 : RoboCop : le gosse de Dogtown (deux épisodes)
- 1994 : Highlander : Kelly (saison 3, épisode 6 : Courage)
- 1994 : La Légende d'Hawkeye (Hawkeye) : Andrew (saison 1, épisode 9 : Le Guerrier (The Warrior))
- 1994-1995 : Madison : R.J. Winslow (26 épisodes)
- 1995 : Arabesque : Jamie Carlson (saison 11, épisode 21 : Jeu, Set et Meurtre (Game, Set, Murder))
- 1995 : Drôle de chance (Strange Luck) (saison 1, épisode 4 : Elle était… (She Was))
- 1995 : Lonesome Dove: The Outlaw Years : Toby Finch (saison 1, épisode 8 : Thicker Than Water)
- 1996 : New York Police Blues : Ted Manos (saison 4, épisode 7 : La Méprisable Aventure de Ted et Carey (Ted and Carey's Bogus Adventure))
- 1996-2000 : Au-delà du réel : L'aventure continue (The Outer Limits) (deux épisodes)
- 1997 : Poltergeist : Les Aventuriers du surnaturel : Lucas (saison 2, épisode 8 : La Vie des morts (Lives in the Balance))
- 1997 : Total Security : Ted Hardy (saison 1, épisode 6 : Qui est le papa ? (Who's Poppa?))
- 1997-2001 : Urgences (huit épisodes)
- 1999 : Diagnostic : Meurtre : Quinn Montgomery (saison 7, épisode 4 : Études de meurtre (Murder at Midterm))
- 2001 : Unité 9 : Cypher (saison 1, épisode 13 : Mob.com)
- 2001 : Gideon's Crossing : Chester, l’oncle, Joey, etc. (saison 1, épisode 16 : The Others)
- 2002 : Tom Stone : Wyman (saison 2, épisode 5 : The Grand Alliance)
- 2006 : Commander in Chief (saison 1, épisode 13)
- 2007 : Preuve à l'appui (saison 6, épisode 7)
- 2007 : Cold case : Will Paige (saison 5, épisode 7)
- 2010 : Flashpoint : Franck McCormick (saison 3, épisode 8)
- 2015 : Ties That Bind : Matt McLean
- 2016 - 2021 : Van Helsing : Axel Miller
- 2020 : Les 100 : Doucette (rôle récurrent)